# Водник (Лупак)
Водник (рум. Vodnic) је насеље у општини Лупак, округ Караш-Северен у Румунији. Према попису из 2021. године у насељу је било 348 становника. Налази се на надморској висини од 214 м.

## Историја
По "Румунској енциклопедији" то карашевско насеље се први пут помиње 1690-1700. године.
Водник се помиње у историјским документима 1723. и 1828. године као Wodneck, затим 1851. године као Vodnik, 1913. године као Vizes a данас је званични румунски назив Vodnic. У појединим радовима се тврди, али без навођења извора, да је Јабалче као насеље постојало још 1334. или 1370. године (Wodod, Vodod).
Аустријски царски ревизор Ерлер је 1776. године констатовао да је село Водник у Карашовском округу, Новопаланачког дистрикта. Месно становништво је претежно српско.

## Становништво
Према попису из 2002. године у месту Водник је живело 463 становника, а већинско становништво су били Карашевци, етничка група српског говорног подручја, који се углавном декларишу као Хрвати, а мањи део као Карашевци и Срби.
| Етнички састав према попису из 2002. године‍ | Етнички састав према попису из 2002. године‍ | Етнички састав према попису из 2002. године‍ | Етнички састав према попису из 2002. године‍ | Етнички састав према попису из 2002. године‍ |
| ------------------------------------------- | ------------------------------------------- | ------------------------------------------- | ------------------------------------------- | ------------------------------------------- |
|                                             |                                             |                                             |                                             |                                             |
| Хрвати (Карашевци)                          | Хрвати (Карашевци)                          |                                             | 454                                         | 98,1%                                       |
| Румуни                                      | Румуни                                      |                                             | 8                                           | 1,7%                                        |
| остали                                      | остали                                      |                                             | 1                                           | 0,2%                                        |

На попису становништва из 1992. године већина Карашевака се изјаснила као Хрвати.
| Етнички састав према попису из 1992. године‍ | Етнички састав према попису из 1992. године‍ | Етнички састав према попису из 1992. године‍ | Етнички састав према попису из 1992. године‍ | Етнички састав према попису из 1992. године‍ |
| ------------------------------------------- | ------------------------------------------- | ------------------------------------------- | ------------------------------------------- | ------------------------------------------- |
|                                             |                                             |                                             |                                             |                                             |
| Хрвати (Карашевци)                          | Хрвати (Карашевци)                          |                                             | 336                                         | 69,7%                                       |
| Карашевци                                   | Карашевци                                   |                                             | 130                                         | 26,9%                                       |
| Румуни                                      | Румуни                                      |                                             | 6                                           | 1,2%                                        |
| Срби                                        | Срби                                        |                                             | 9                                           | 1,9%                                        |
| остали                                      | остали                                      |                                             | 1                                           | 0,2%                                        |

### Кретање броја становника
| Година       | 1831 | 1851 | 1865 | 1880 | 1896 | 1927 | 1930 | 1941 | 1956 | 1977 | 1992 | 2002 | 2011 | 2021 |
| ------------ | ---- | ---- | ---- | ---- | ---- | ---- | ---- | ---- | ---- | ---- | ---- | ---- | ---- | ---- |
| Становништво | 699  | 663  | 538  | 469  | 473  | 600  | 493  | 444  | 459  | 479  | 482  | 463  | 434  | 348  |